# Patrulla Antártica Naval Combinada

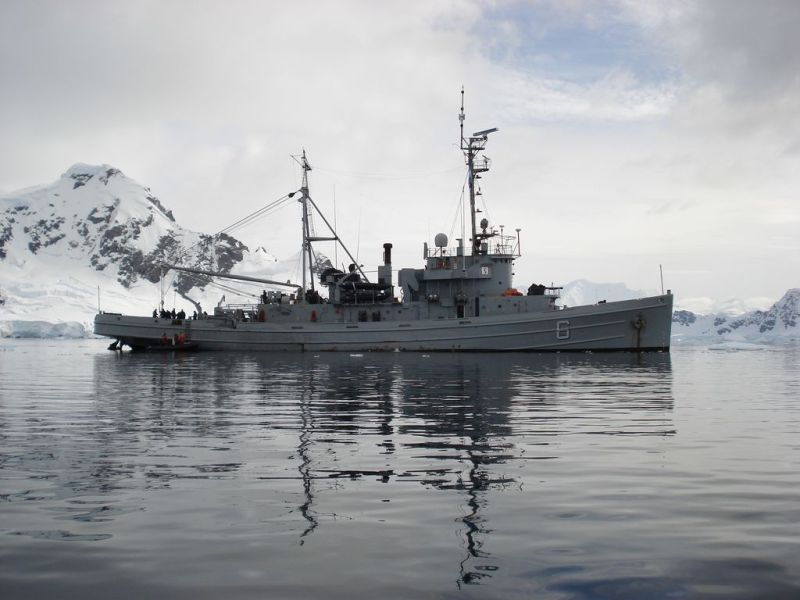
El ARA Suboficial Castillo en la Antártida.

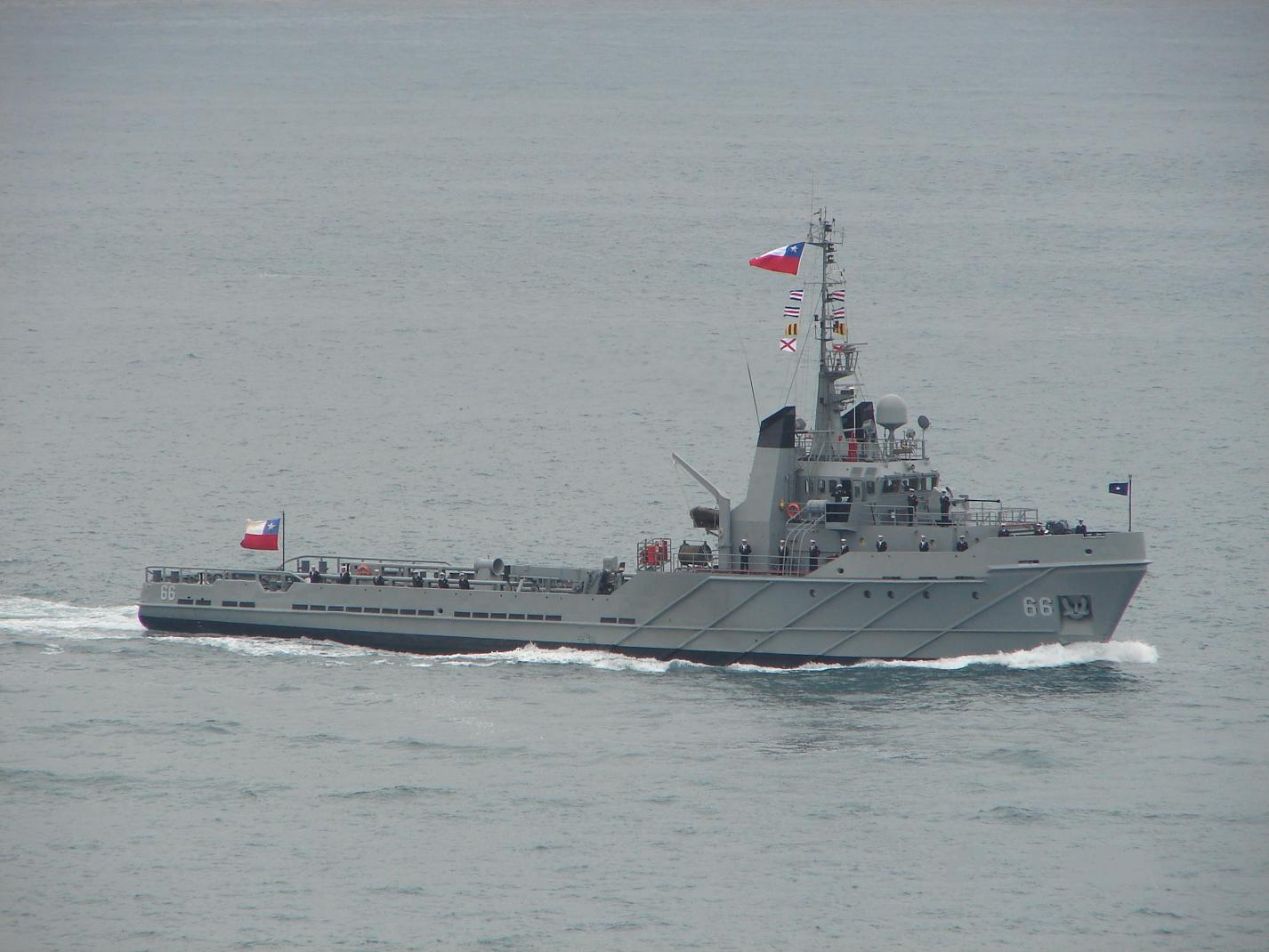
El ATF-66 Galvarino.

La Patrulla Antártica Naval Combinada (PANC) es un operativo de patrullaje naval que realizan en coordinación la Armada Argentina y la Armada de Chile cada temporada de verano austral en un sector de los mares de la Antártida. Ambas armadas se turnan en el patrullaje de los mares comprendidos entre los meridianos 10° O y 131° O al sur del paralelo 60° S, con el fin de «salvaguardar la vida humana en el mar y combatir la contaminación marina». Lo que comprende ejecutar labores de búsqueda y salvamento, otorgar seguridad a la navegación, y efectuar el control de la contaminación en caso de un accidente marítimo, en el marco de los establecido en el Convenio Internacional sobre Búsqueda y Salvamento Marítimo de 1979 y en la preservación del ecosistema en cumplimiento del Tratado Antártico.
Las actividades de la parte argentina están bajo el comando del Área Naval Austral de la Armada Argentina, con sede en Ushuaia, y las de la parte chilena de la Comandancia en Jefe de la Tercera Zona Naval de la Armada de Chile con asiento en Punta Arenas.

## Historia
En 1998, Argentina y Chile firmaron un acuerdo para realizar un patrullaje alternado en las áreas antárticas que están bajo responsabilidad de uno y otro país en el sistema Maritime Search and Rescue Region. El 8 de abril de 1999, el comandante en jefe de la Armada de Chile y el jefe de Estado Mayor general de la Armada Argentina firmaron un acta, comprometiéndose a que entre el 15 de noviembre y 15 de marzo de cada año haya un barco patrullando el área antártica asignada. En septiembre de 2002 ambas armadas promulgaron una Directiva Combinada que fijó los lineamientos de las acciones. El patrullaje se divide en cuatro períodos de un mes de duración, cada uno de los cuales es realizado alternativamente por un barco de cada armada. Por lo general los barcos realizan visitas a las bases de distintos países que se encuentran el área de la península Antártica, y al encontrarse en los relevos realizan diversos ejercicios. 

### Campañas
Cada campaña es denominada con un numeral consecutivo seguido de las siglas PANC, comenzando en la temporada 1998-1999 con la I PANC donde la Armada de Chile participó con el remolcador de alta mar Lautaro bajo el mando del capitán de corbeta Ronald von der Weth Fischer. Entre las operaciones realizadas por la PANC se encuentran: el combate de la contaminación en el área del hundimiento en 2007 del M/N Explorer en el estrecho de Bransfield (o mar de la Flota); el socorro a varios barcos varados o averiados; evacuación de personal accidentado y enfermo de las bases antárticas; apoyo a la incendiada Estación Antártica Comandante Ferraz en febrero de 2012. En la campaña 2010-2011 el ATF-67 Lautaro realizó el patrullaje en los períodos Alfa y Charlie navegando 10 173 millas náuticas por las islas Shetland del Sur y la costa oriental de la península Antártica desde la Base O'Higgins hasta la bahía Paraíso, identificando 52 buques y yates. El ARA Suboficial Castillo (A-6) lo hizo en los períodos Bravo y Delta con 8046 millas náuticas navegadas en las Shetland del Sur, el estrecho Antarctic y el archipiélago Palmer, identificando 62 buques y yates.

### Buques que conforman la patrulla
- Argentina: Solía utilizar el aviso-remolcador ARA Suboficial Castillo (A-6), hasta la XVII PANC (2015/2016) siendo posteriormente dado de baja en 2020.[4] En 2015 con la incorporaron de los cuatro remolcadores de altura asumieron alternadamente esta función los Avisos ARA Puerto Argentino, ARA Estrecho San Carlos, ARA Islas Malvinas y ARA Bahía Agradable.
- Chile: La Armada de Chile utiliza generalmente los remolcadores ATF-66 Galvarino y el ATF-67 Lautaro.[5][6]